# Île de Baffin
Pour les articles homonymes, voir Baffin.
 (janvier 2020).
Si vous disposez d'ouvrages ou d'articles de référence ou si vous connaissez des sites web de qualité traitant du thème abordé ici, merci de compléter l'article en donnant les références utiles à sa vérifiabilité et en les liant à la section « Notes et références ».
L'île de Baffin, aussi nommée terre de Baffin (en inuktitut : ᕿᑭᖅᑖᓗᒃ, Qikiqtaaluk ; en vieux norrois : Helluland, « terre de la pierre plate ») est une des îles de l'archipel Arctique dans le passage du Nord-Ouest.
Elle dépend administrativement du territoire du Nunavut. C’est la plus grande île du Canada et la cinquième du monde, avec une superficie de 507 451 km2, soit une surface très légèrement supérieure à celle de l'Espagne. L'île a été nommée par le navigateur et explorateur William Edward Parry en hommage à l'explorateur William Baffin.

## Histoire
L’île de Baffin est vraisemblablement habitée au nord depuis le XXe siècle av. J.-C. par des populations de culture pré-Dorset (en), auxquelles succèdent un peuple de culture Dorset. Les traces d’occupation de cette dernière ont été retrouvées à Cape Dorset, au sud-ouest de l’île. Plus tard, le peuple de Thulé s'installe progressivement en de nombreux endroits de l'île entre les XIe et XIIIe siècles, obligeant le peuple Dorset à émigrer. Entre-temps, on pense que les Vikings viennent sur l'île autour de l'an mil, et qu'Helluland, évoqué dans la saga de Leif Erikson en 986, n'est autre que l'île de Baffin.
L'île de Baffin est visitée pour la première fois par les européens à l'occasion du voyage en 1576 de l'explorateur britannique Martin Frobisher, qui rencontre des inuits. D'autres explorations européennes ont lieu aux XVIe et XVIIe siècles, dont celles de John Davis entre 1585 à 1587, de William Baffin — qui réalise la carte de la côte est en 1616 — et de Luke Fox en 1631, qui donne son nom au bassin de Foxe. Au XIXe siècle, l’explorateur arctique William Edward Parry nommera l’île en l'hommage du cartographe.

## Géographie

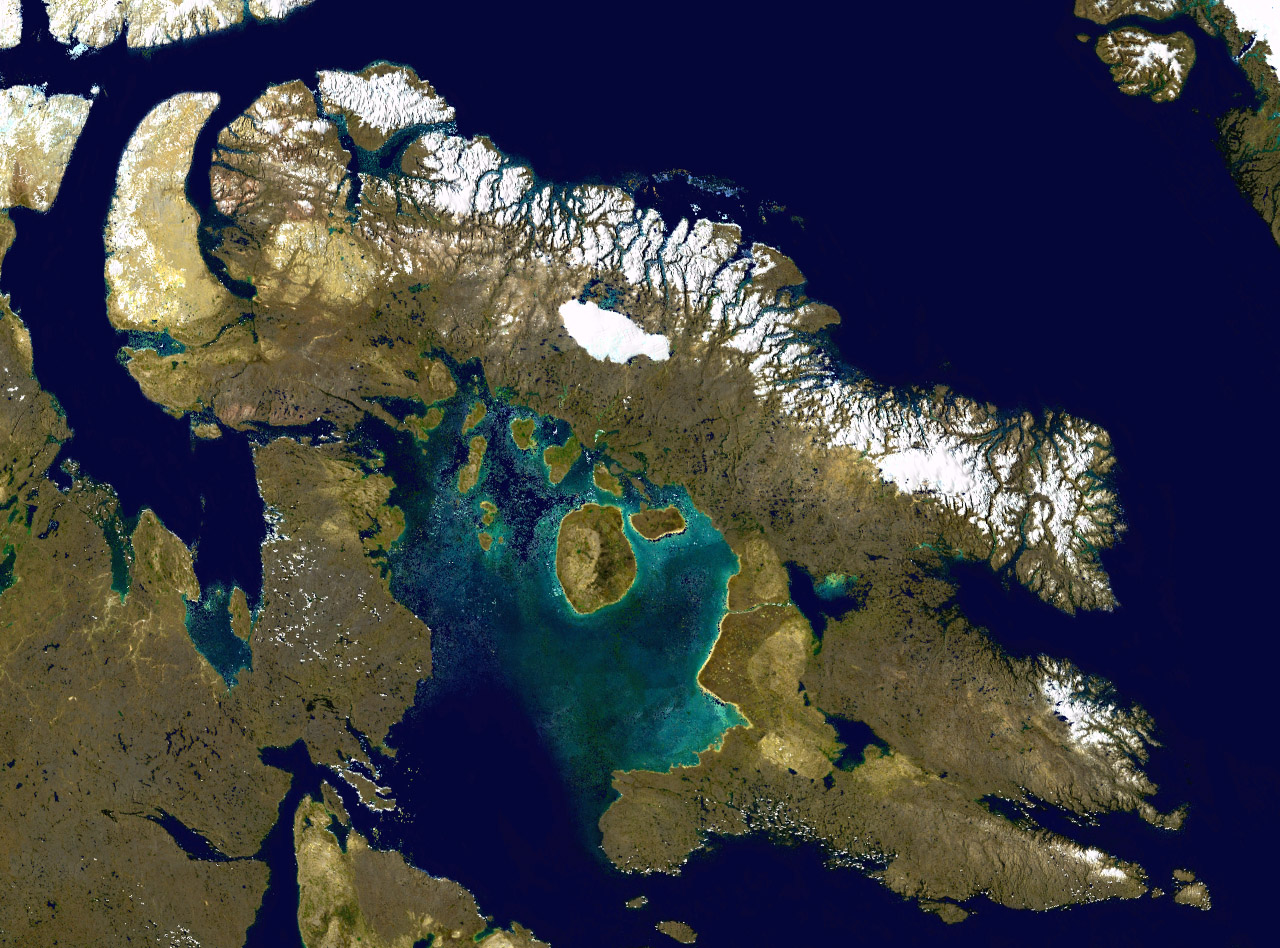
Image satellitaire de l'île de Baffin.

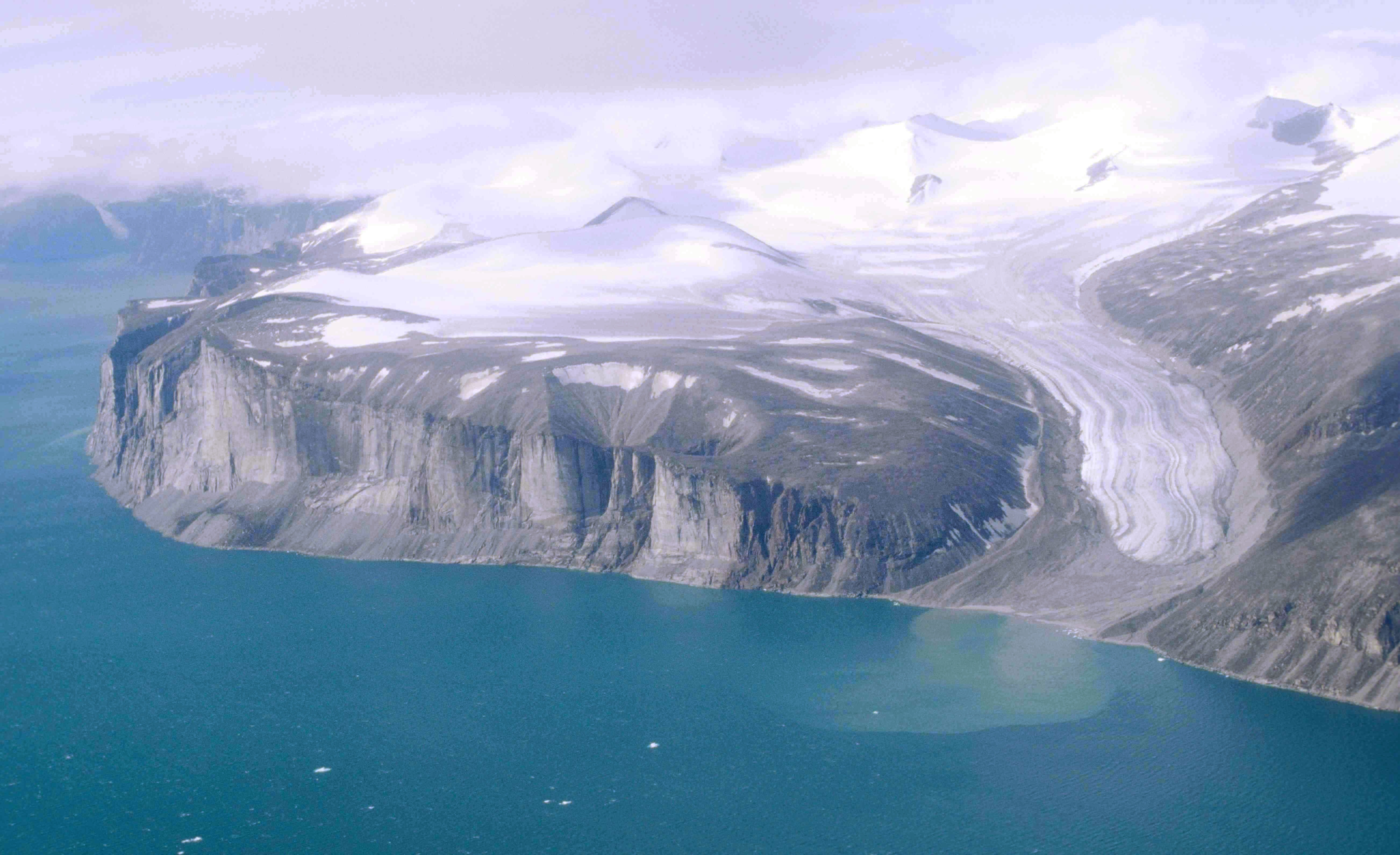
Côte nord-est de l'île de Baffin.

L’île de Baffin est séparée de la péninsule d'Ungava (Labrador, Québec) au sud par le détroit d’Hudson. Elle est bordée au nord par la baie de Baffin ainsi qu'à l'est-sud-est par le détroit de Davis qui la séparent tous deux du Groenland. Le bassin de Foxe à l'ouest-sud-ouest, le golfe de Boothia à l'ouest-nord-ouest et le détroit de Lancaster au nord-nord-ouest séparent l’île de Baffin du reste de l’archipel Arctique. Le nord de l'île est séparé de la péninsule de Melville (Nunavut continental) par un passage d'orientation est-ouest, le détroit de Fury and Hecla.
Sa superficie est de 507 451 km2, ce qui en fait la plus grande île du Canada, la deuxième d'Amérique et la cinquième du monde,.
La cordillère Arctique compose la côte est de l’île, une succession de montagnes de type alpin culminants à 2 591 mètres sur la calotte glaciaire Penny, et descend lentement vers l’ouest pour former un bassin sédimentaire. Au sud, la péninsule de Hall est une zone faiblement accidentée. Au nord-ouest, les péninsules de Borden et de Brodeur forment deux plateaux parcourus par des vallées fluviales. La péninsule de Foxe, au sud-ouest, est fortement accidentée. Au centre-ouest de l’île, une grande plaine constellée de lacs et de rivières s’étend entre le nord et le sud, l’altitude s’élevant graduellement entre le bassin de Foxe à l’ouest et la chaîne de montagnes à l’est. Les côtes de l’île — surtout au nord et au nord-est — sont creusées d’une multitude de fjords.
L’île de Baffin est partiellement recouverte par un certain nombre de glaciers. La baie de Baffin et le détroit de Davis sont navigables en été, mais le bassin de Foxe reste généralement recouvert par la banquise toute l’année. On y trouve la plus ancienne glace du Canada, âgée de 20 000 ans : la calotte glaciaire de Barnes est ce qui reste de l'inlandsis laurentidien.

### Démographie
L’île de Baffin, malgré sa taille et à cause de son climat rigoureux, ne compte qu’un peu plus de 11 000 habitants, soit l’une des densités de population les plus faibles au monde (environ 0,02 habitant/km2). Elle compte près de la moitié de la population totale du Nunavut. Iqaluit (anciennement Frobisher Bay), la capitale du Nunavut, est située sur la côte sud de l’île. 95 % de la population est inuit.

## Collectivités
L'île de Baffin est partie intégrante de la région Qikiqtaaluk. Les populations par village ont été recensées en 2006.
- Iqaluit — 7 429 habitants
- Pangnirtung — 1 504 habitants
- Pond Inlet — 1 555 habitants
- Clyde River — 1 181 habitants
- Arctic Bay — 994 habitants
- Kimmirut — 426 habitants
- Nanisivik — 0 (77 habitants en 2001 - anciennes mines)

En outre, les collectivités de Qikiqtarjuaq (473 hab.) et de Cape Dorset (1 236 habitants) sont situées au large de l'île.

## Économie
Aux XIXe et XXe siècles, l’île servait essentiellement à l’industrie de la pêche à la baleine. À l’heure actuelle, les principales activités de l’île de Baffin sont l’exploitation du minerai de fer, le tourisme et la pêche.
L’île de Baffin compte plusieurs parcs nationaux. Le plus important est le parc national Auyuittuq, créé en 1972 sur la côte est, pour conserver les reliefs côtiers et la vie marine. Il est le plus ancien établi au-delà du cercle polaire arctique.